# Apollodor von Athen (Schriftsteller)
Apollodor von Athen (altgriechisch Ἀπολλόδωρος [ὁ Ἀθηναῖος] Apollódōros [ho Athēnaíos]; geb. etwa 180 v. Chr.; gest. nach 120/119 v. Chr., wahrscheinlich nach 110/109 v. Chr.) war ein bedeutender Grammatiker und wirkungsmächtiger Schriftsteller aus der zweiten Hälfte des 2. Jahrhunderts v. Chr., der in Alexandria, Pergamon und Athen wirkte.

## Leben
Apollodor war Sohn des Asklepiades aus Athen und Schüler des Stoikers Diogenes von Babylon und des Aristarchos von Samothrake. In Athen war er mit Panaitios befreundet, aber wohl nicht dessen Schüler.
Seine Chronika ist Attalos II. von Pergamon gewidmet und stellt das erste Lehrgedicht in iambischen Trimetern dar. Auch sein Peri theōn („Über Götter“) in 22 Büchern ist neben zahlreichen philologische Werken bedeutsam. Von seiner philologischen Arbeit am Museion ist unter anderem bekannt, dass er den Text der Komödien des Epicharmos herausgab. Seinem Aufenthalt in Alexandria setzte vermutlich die Gelehrtenverfolgung unter Ptolemaios VIII. Physkon (145/144 v. Chr.) ein Ende. Apollodor lebte zunächst in Athen, ging dann nach Alexandria, anschließend nach Pergamon, bevor er wieder nach Athen zurückkehrte und dort wohl auch verstarb. Von 120-118 war er in Athen Lehrer des Philo von Larissa.

## Werke
Keines seiner Werke ist (außer in Fragmenten) erhalten. Die 356 Fragmente sind hauptsächlich in Homer-Scholien erhalten.
Zu den dem Titel nach bekannten Werke Apollodors gehören:
- Χρονικά (Chronika), eine Weltgeschichte in vier Büchern von der Einnahme Trojas bis zum Jahr 110 v. Chr., abgefasst in jambischen Trimetern.
- Περὶ θεῶν (Peri theōn, „Über Götter“), ein philologisch-theologisches Werk in 24 Büchern als Darstellung der griechischen Religion
- Περὶ τοῦ νεῶν καταλόγου, ein Kommentar zu Homers Schiffskatalog im 2. Gesang der Ilias in 12 Büchern
- Περὶ τῶν Αθήνησιν ἑταιρίδων („Über die Athener Hetären“)
- Περὶ Ἐπιχάρμου, der oben erwähnte Epicharmos-Kommentar in 10 Büchern
- Περὶ Σώφρονος („Über Sophron“, mindestens 4 Bücher)
- Ἐτυμολογίαι („Etymologien“)

Das in der Antike wie heute bekannteste Werk, das mit seinem Namen verbunden wird, die so genannte Bibliotheke des Apollodor, stammt vermutlich aus dem 1. Jahrhundert unserer Zeitrechnung (frühestens 61/60 v. Chr.) und kann daher nicht Apollodor zum Autor haben. Als Zusammenstellung mythologischen Wissens der frühen Kaiserzeit ist sie aber eine wertvolle Quelle zur griechischen Mythologie.

## Textausgaben
- Felix Jacoby: Die Fragmente der griechischen Historiker. Teil 2, 1929, Nachdruck 1962, Nr. 244
- M. F. Williams: Apollodoros of Athens (244). Brill’s New Jacoby online, 2018
- Kilian Fleischer: The Original Verses of Apollodorus’ Chronica. Edition, Translation and Commentary on the First Iambic Didactic Poem in the Light of New Evidence. De Gruyter, Berlin/Boston 2020, ISBN 978-3-11-070338-2.